# Walter Law
Walter Law (26 de março de 1876 – 9 de agosto de 1940) foi um ator e diretor norte-americano de teatro e cinema. Ele atuou em 47 filmes entre 1915 e 1936.
Law nasceu em Dayton, Ohio e morreu em Hollywood, Califórnia.

## Filmografia selecionada
- Romeo and Juliet (1916)
- Her Double Life (1916)
- Camille (1917)
- Heart and Soul (1917)
- Her Greatest Love (1917)
- The Darling of Paris (1917)
- The Forbidden Path (1918)
- If I Were King (1920)
- Clothes Make the Pirate (1925)
- Whoopee! (1930)